# Pauline Maata Nkumu wa Bowango Anganda Diono
Pauline Maata Nkumu wa Bowango Anganda Diono, née le 25 août 1942 à Léopoldville (aujourd'hui Kinshasa), est une femme politique congolaise. Elle a été ministre des Postes et Télécommunication de 1970 à 1973.